# 芦辺漁港
芦辺漁港（あしべぎょこう）は、長崎県壱岐市東部にある漁港。芦辺・瀬戸（せと）・馬ノ瀬（うまのせ）の3地区からなる。壱岐島で水揚げされた漁獲物の消費地である福岡市への流通の他に、一般貨物の陸揚げやフェリー・高速船が寄港地として利用するなど、南西部の郷ノ浦港や南東部の印通寺港と同様に壱岐島の玄関口としての役割を果たしている。

## 概要
- 所在地 - 長崎県壱岐市芦辺町
- 港種 - 第3種漁港
- 漁港管理者 - 長崎県
- 地元漁協 - 箱崎漁協、壱岐東部漁協（芦辺支所）

## 施設

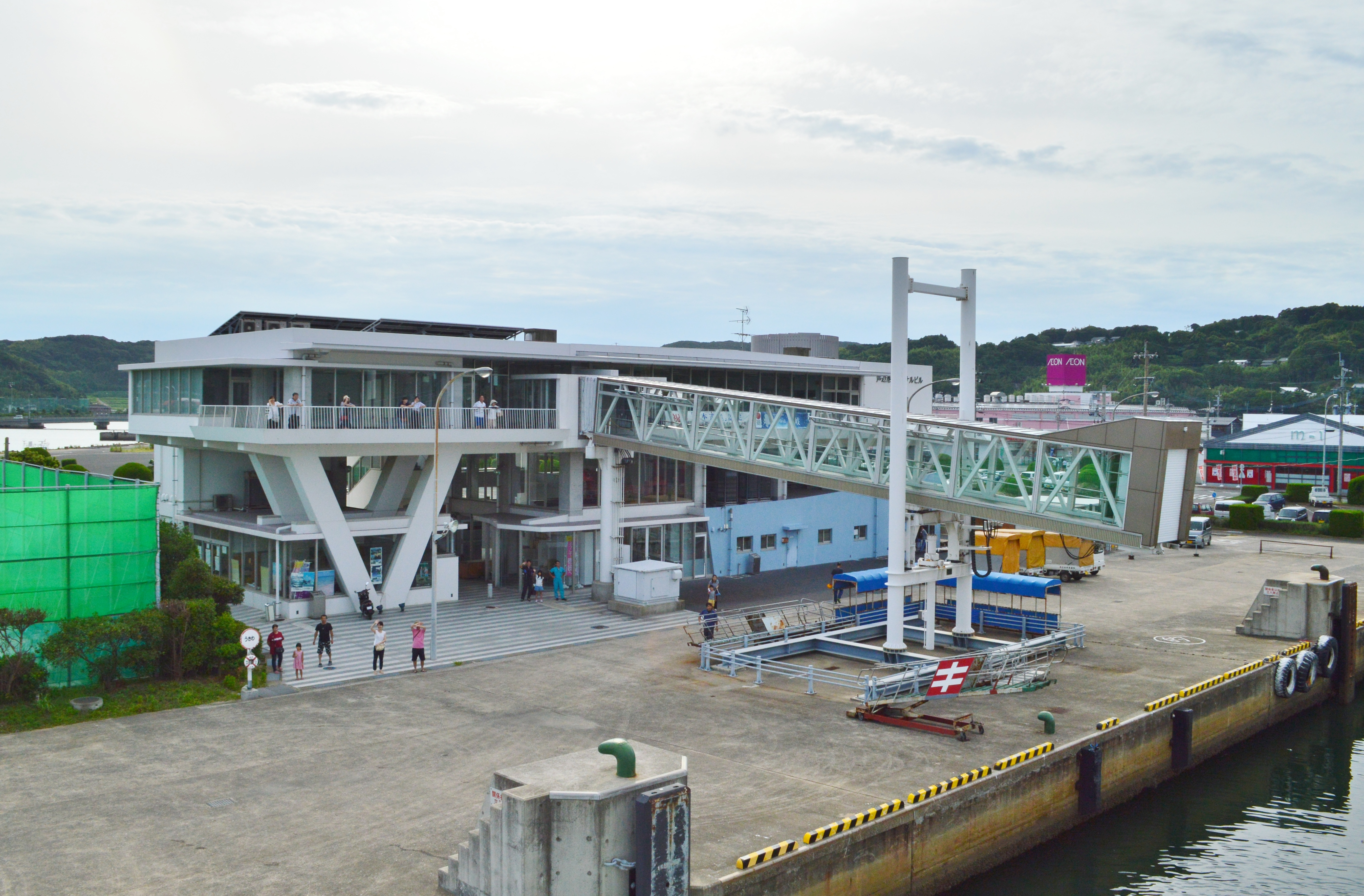
芦辺港ターミナルビル
（九州郵船フェリー）

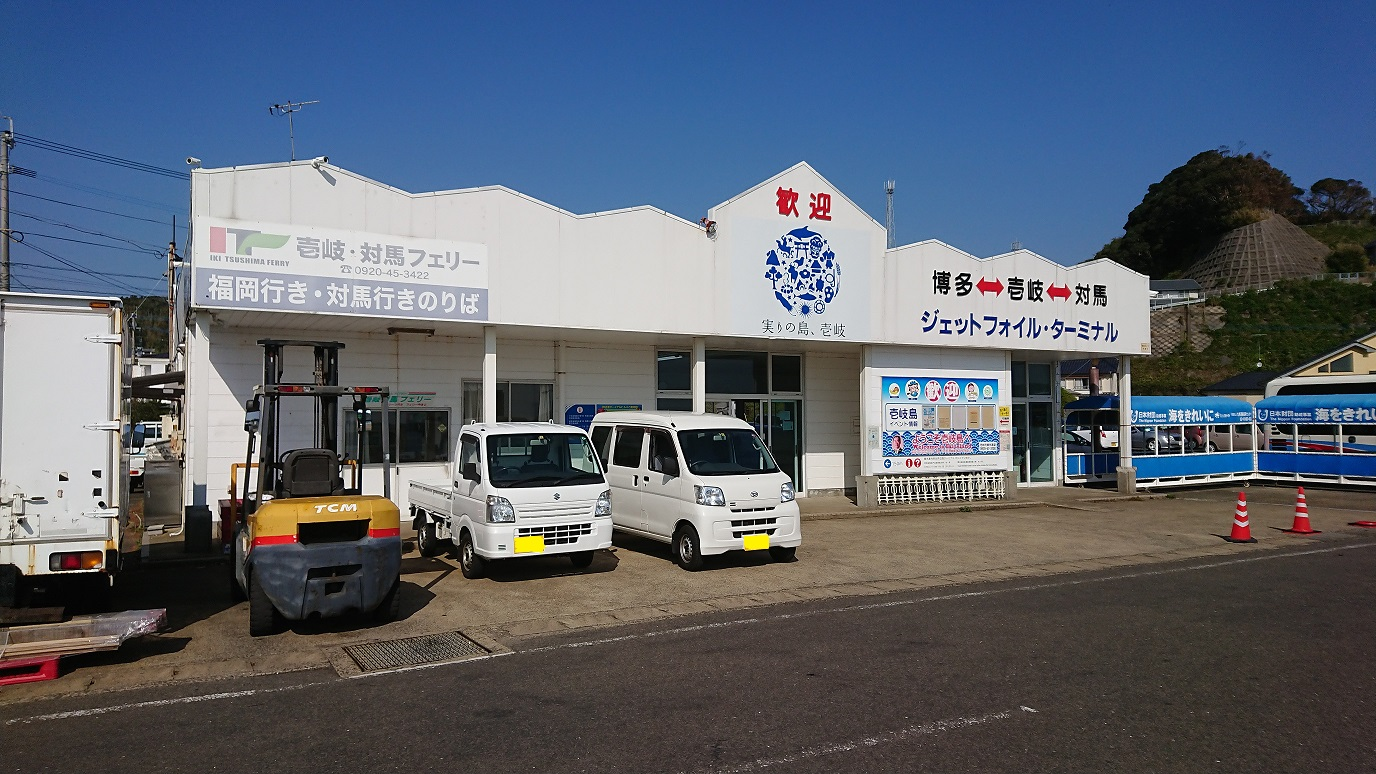
芦辺港ジェットフォイルターミナル（九州郵船）および壱岐・対馬フェリー本店事務所

- 芦辺港フェリーターミナルビル（2階建て）（長崎県壱岐市芦辺町箱崎中山触2575-22）
  - 1階 - 管理事務所、乗船券販売窓口、土産店、観光案内所
  - 2階 - 待合室、乗下船口、壱岐市ふるさと商社
- ジェットフォイルターミナル（平屋建て）
  - 1階-乗船券販売窓口、待合室
  - 乗下船口は建物外の浮き桟橋
- 壱岐・対馬フェリー株式会社 本店事務所（平屋建て）

## 航路
九州郵船がフェリーとジェットフォイルを、壱岐・対馬フェリーがフェリーを運航している。長崎県本土の港湾との定期航路は2020年（令和2年）現在はない。
九州郵船
- ジェットフォイル「ヴィーナス」、「ヴィーナス2」　厳原港（対馬市） - 芦辺港 - 博多港（福岡市）
- フェリー「フェリーちくし」、「フェリーきずな」　厳原港（対馬市） - 芦辺港 - 博多港（福岡市）

壱岐・対馬フェリー
- フェリー「フェリーつばさ」、「フェリーみかさ」厳原港（対馬市） - 芦辺港 - 博多港（福岡市）

## 沿革
- 2006年（平成18年）
  - 4月 - 新フェリーターミナルビル供用開始。エレベーターなどバリアフリーに対応。
  - 7月 - フェリーターミナルに可動橋（ボーディングブリッジ）を新設。

## 周辺
芦辺（芦辺浦）地区
- 壱岐東部漁協 芦辺支所
- 壱岐市役所　芦辺庁舎
- 壱岐市立芦辺小学校
- 芦辺郵便局
- 九州電力送配電芦辺発電所
- 壱岐市商工会 芦辺支所

瀬戸地区
- 箱崎漁協
- 壱岐市社会福祉協議会 芦辺事業所
- イオン（旧ダイエー）壱岐店
- 壱岐神社
- 小弐公園
- 九州電力送配電壱岐配電事業所

馬ノ瀬地区
- 清石浜（くよしばま）

## 関連事項
- 日本の漁港一覧#長崎県
- 郷ノ浦港